# Frederik Vanmelle
Frederic Dominique Odilon Antoine van Melle (Gante, 29 de febrero de 1936-Ciudad de México, 19 de septiembre de 1985), conocido como Frederik Vanmelle, fue un mimo y actor belga. Es considerado como un pionero en el arte de la mímica.

## Biografía y carrera

### Primeros años
Cursó dos años la actividad de horticultura, y después optó por las artes plásticas gráficas. Siendo estudiante inició como cómico en cabarets estudiantiles.

### Incursión artística
Vanmelle se inició en el teatro en 1963 bajo la dirección de Étienne Decroux en París y llegó a ser discípulo de Marcel Marceau. Incursionó de manera inovativa en la pantomima, en el teatro sin palabras y los títeres de luz negra o teatro negro. En 1969, fundó la compañía «Teatro de Pantomima de la Gente» y luego fue director del «Taller de Teatro del Consejo de Cultura de Bruselas».
Para 1974, creó la compañía de teatro Theater Frederik en Bruselas, la cual trasladó integra a España y finalmente a México en 1978, donde la estableció de forma definitiva en Ciudad de México.
Sus obras de teatro tuvieron mucho éxito tanto en México como en el extranjero en los años ochenta, llegando a representar a su país natal en el prestigiado Festival Cervantino de México, con la obra Ángeles en el desierto.
La compañía, con elenco internacional, la formaban en distintos momentos:
- Frederik Vanmelle (director y actor)
- Paul Demeyere (productor)
- Lourdes Sánchez Bacarlet (asistente de dirección y actriz)
- Gerardo Castañeda, Roberto Frausto, Humberto Garza, Andrés Hernández, Adán Huerta, Humberto Ibarra, David Magaña, Juan Muñoz, Susan Thompson, Sharon Marroquin, Guillermo Hernández, Ernest Brufau, Gabriela Rosado y Ana Leila Torres (actores) Francisco Petatán de 1982 a 1984.
- Federico Ramírez (técnico)
- Lucía Álvarez (música) - Lucía es ganadora de seis premios Ariel y un premio Coatlicue.

Sus ex discípulos formaron varias compañías teatrales para continuar la tradición iniciada por él. La principal de ellas y genuina heredera de Frederik es la Compañía Teatro Frederik, dirigida por Lourdes Sánchez Bacarlet. Otras incluyen: la Compañía de Teatro y Títeres Vestalia, dirigida por Luz Angélica Colín; Mimus Circus Tarugus de Alejandro Keys y Compañías Académicas como la de Óscar Laurencio Ortiz Quiroz, en la Universidad de Quintana Roo en Chetumal.

## Vida personal y muerte
De acuerdo a su acta de defunción, estuvo casado y se divorció de alguien cuyos datos son desconocidos.
El 19 de septiembre de 1985, Vanmelle falleció en Ciudad de México a los 49 años de edad, a causa de un traumatismo craneoencefálico y un politraumatismo, provocados por los derrumbes del terremoto de México de 1985. Su departamento, ubicado en la calle de Bruselas,  Colonia Juárez, fue derribado cuando él, su productor Paul Deyemere, y sus compañeros del Teatro Frederik se encontraban dentro. Su cuerpo y el de su productor, fueron enterrados en el panteón Jardines del Recuerdo, ubicado en Tlalnepantla de Baz, Estado de México.

## Legado
En marzo de 2024, fue homenajeado por el Centro Nacional de las Artes (Cenart) y la Mima Escénica México, con un ciclo artístico titulado «El legado del maestro Frederik Vanmelle», que incluyó un conversatorio, tres puestas en escena y una intervención.